# Никози
Никози (груз. ნიქოზი) — населённый пункт, состоящий из двух сёл — Квемо-Никози и Земо-Никози (груз. ქვემო ნიქოზი და ზემო ნიქოზი; осет. Уæллаг æмæ Дæллаг Никоз), расположенных в Горийском муниципалитете Грузии на границе c Южной Осетией, к юго-западу от Цхинвала.

## История
С 1992 года в Никози квартировался грузинский батальон Смешанных сил по поддержанию мира.
- 9—11 августа 2008 года во время войны в Грузии в селе шли тяжелые бои.
  - в боях погибло 9 российских солдат, был подбит один российский танк[3] и гранатометами были сожжены две бронемашины. В монастырь попало 32 бомбы, сгорел дворец епископа IX—X веков, весь монастырь вместе с библиотекой и анимационной студией.
  - Согласно докладу Андрея Илларионова, российская армия применяла РСЗО «Град» и «Ураган» против грузинских целей в ходе боёв за село[4].
- Согласно данным издания Газета.ру[5] и репортажу Аркадия Бабченко[6], 11-12 августа штурм села Квемо-Никози вёл батальон «Восток», командуемый объявленным в федеральный розыск в России, но выступающим на российской стороне генералом Сулимом Ямадаевым[5].
- 15—16 августа в селе Земо-Никози прошла встреча патриарха Грузии Илии II и митрополита Цхинвальского и Никозийского архиепископа Исаи с представителями Министерства обороны РФ, в том числе генерал-майором Вячеславом Борисовым[7]. Представители епархии запрашивали у военных защиту гражданского населения от мародёров, однако применения сколь-либо обширных мер добиться не удалось[7].

## Религия
- Никози является населённым пунктом Никозской и Цхинвальской епархии Грузинской православной церкви.

В селе расположены монастырь, воскресная школа, епископский дворец. Никозский собор и церковь святых Архангелов включены в список недвижимых культурных памятников национального значения Грузии. Во время войны 2008 года село сильно пострадало, большинство домов и религиозных построек были в полуразрушенном состоянии.

## Известные уроженцы
- Родом из Никози был Кирион II (1855—1918) — первый католикос-патриарх Всея Грузии после провозглашения автокефалии Грузинской церкви в марте 1917 года.

## Транспорт
Ежедневно ходит электричка Никози-Тбилиси (через Гори).

## Топографические карты
- Лист карты K-38-64 Цхинвали. Масштаб: 1 : 100 000. Состояние местности на 1987 год. Издание 1989 г.